# Linophryne algibarbata
Linophryne algibarbata es una especie de pez del género Linophryne.

## Descripción
Presenta dimorfismo sexual; las hembras metamorfoseadas cuentan con una aleta dorsal con tres radios blandos y dos o tres en la anal. Se distinguen de otras por la morfología de su esca, que presenta una forma globosa con una cresta alrededor de los costados y en la punta, y carece de apéndices. El barbillón hioideo se divide en cuatro ramas principales, cada una con una longitud equivalente a entre el 40% y el 86% de la longitud estándar. Cada rama principal del barbillón cuenta con un número variable de ramas más pequeñas que crecen a partir de ella, y estas a su vez tienen otras ramas más pequeñas que crecen; estas ramas más pequeñas son filamentosas y cada una presenta un fotóforo en la punta. El pedúnculo caudal presenta un alto número de melanóforos. Los machos pequeños presentan espinas esfenóticas puntiagudas. La longitud total más grande publicada para esta especie es de 23,1 cm (9,1 pulgadas) para una hembra metamorfoseada, mientras que la longitud total más larga publicada para un amel es de 4,1 cm (1,6 pulgadas).

## Distribución y hábitat
Se encuentra en el océano Atlántico norte desde aproximadamente 39° a 40° N y 67° a 70° O frente a Nueva Inglaterra, incluyendo Bermudas, hasta 67° N, al este, hasta Islandia. Se encuentra a profundidades de entre 400 y 2200 m (1300 y 7200 pies).